# Palácio Vila Flor (Guimarães)
O Palácio Vila Flor é um palácio do século XVIII localizado em Guimarães, Portugal.

## História

### Edificação

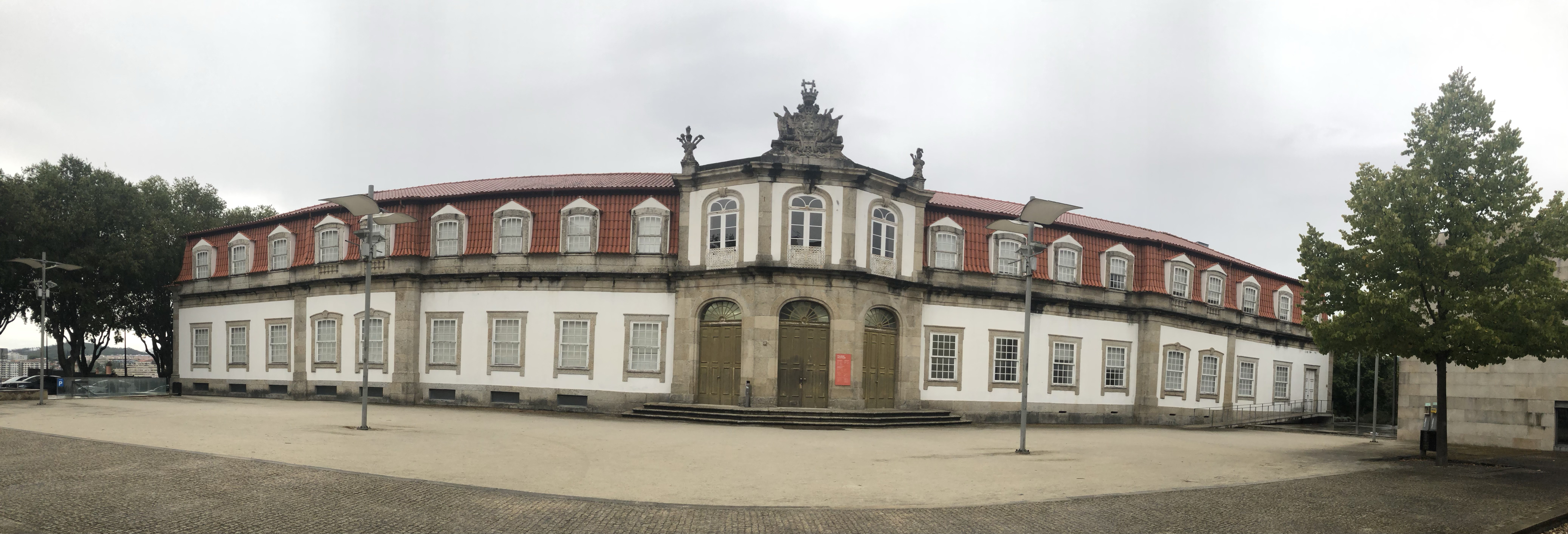
Vista panorâmica da entrada do Palácio, 2023

Foi edificado no séc. XVIII, a mando do fidalgo Tadeu Luís António Lopes de Carvalho de Fonseca e Camões  e foi aqui que tiveram lugar os festejos comemorativos da aclamação ao rei D. José I, em 1750. Mais tarde o palácio passa para a posse da família Jordão, que completou a obra iniciada por Tadeu Luís.
O primeiro Conde de Arrochela adquire o Palácio e, em 1853 ficou aqui hospedada a Rainha D. Maria II a qual, por decreto de 23 de Junho desse mesmo ano, determinou a elevação da vila de Guimarães a cidade.
Em 1884, o Palácio Vila Flor acolheu a "I Exposição Industrial e Comercial de Guimarães". Esta exposição foi um assinalável acontecimento e uma demonstração de vitalidade económica da cidade, altura em que Guimarães começa a construir o seu futuro. No início do séc. XX o edifício foi adquirido pela família Jordão, de Guimarães, a qual completou a construção da ala norte do Palácio. Em 1976, o Palácio já revelava algum estado de degradação, e foi nessa altura adquirido pela Câmara Municipal de Guimarães, para ali se instalar o primeiro Polo de Guimarães da Faculdade de Engenharia da Universidade do Minho. Entretanto, a Universidade do Minho inaugura o novo edifício do Polo Universitário em Guimarães no Campus de Azurém e o Palácio ficou, temporariamente, encerrado.
Na primeira década de 2000, a Câmara Municipal de Guimarães decide restaurar completamente o Palácio Vila Flor e os jardins e contemplar no novo projeto um Centro Cultural com o mesmo nome, construído de raiz para a realização de espetáculos e concertos, e que coexiste com o Palácio oitocentista de estilo barroco. As obras de restauro terminaram em 2005.

### Jardins

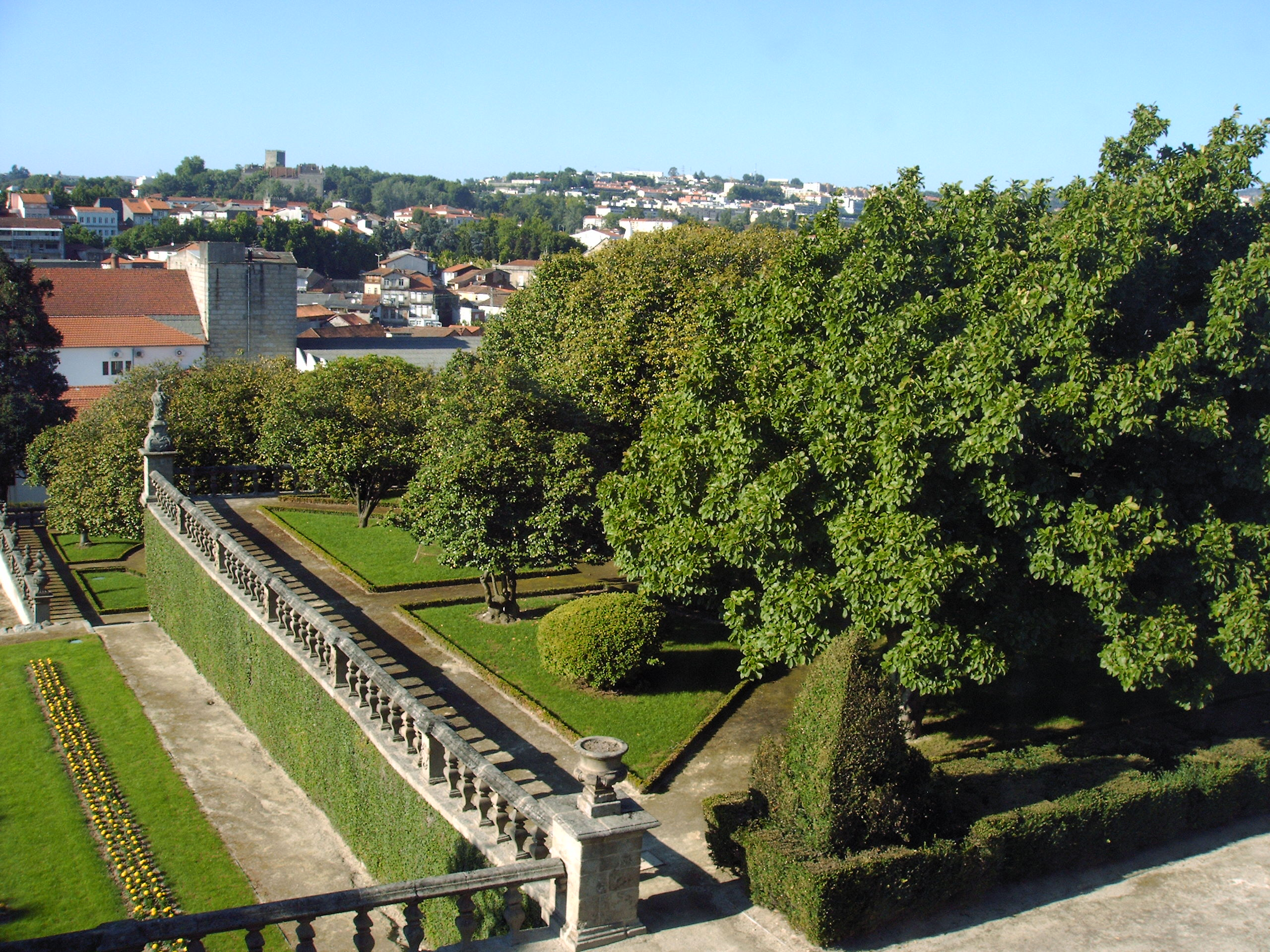
Jardins do Palácio, 2007

Os Jardins de buxo do Palácio Vila Flor, com uma vista privilegiada sobre a cidade de Guimarães e os seus monumentos, como o Paço dos Duques e o Castelo de Guimarães, foram o local de realização de importantes eventos, como os festejos comemorativos da aclamação do rei D. José I, em 1750. Após a compra do Palácio pela Câmara Municipal de Guimarães, parte dos jardins serviram como horto municipal.
Os belos jardins, construídos em socalcos, foram restaurados, mantendo intactos os buxos, as espécies arbóreas (com destaque para as camélias, os chafarizes e as esculturas) tendo sido acrescentada à zona verde, uma área que acolhe eventos ao ar livre, e que recebeu, em 2006, a Menção Honrosa do Prémio Nacional de Arquitetura Paisagista na categoria Espaços Exteriores de Uso Público. O espaço alberga, igualmente, um restaurante e um café-concerto.